# 산딸기 6
《산딸기 6》는 한국에서 제작된 김수형 감독의 1994년 멜로/로맨스, 에로 영화이다. 강혜지 등이 주연으로 출연하였고 손영호 등이 제작에 참여하였다.

## 출연

### 주연
- 강혜지
- 이영욱
- 김국한

## 기타
- 조명: 장기종